# 銅山県 (遼寧省)
銅山県（どうざん-けん）は中華人民共和国遼寧省にかつて存在した県。現在の開原市南部に相当する。
遼代に設置された東平県を前身とする。金代になると1189年（大定29年）、銅山県と改称された。元代に廃止された。